# Atrésie des choanes
 Mise en garde médicale
L'atrésie des choanes (ou atrésie choanale) est un rétrécissement ou une absence de communication entre la cavité nasale et le nasopharynx ,. Cette atrésie est un signe cardinal du syndrome CHARGE et toute atrésie des choanes détectée à la naissance doit faire rechercher ce syndrome. Cette atrésie peut être uni ou bilatérale, être osseuse ou membraneuse. Les atrésies bilatérales postérieures sont associées avec une augmentation significative de la mortalité. Cette anomalie peut être la cause, au cours de la grossesse, d'un hydramnios.

## Causes
L'étiologie de cette maladie est mal comprise. 
La malformation survient en début de grossesse à un moment particulier de l'embryogenèse, laissant suspecter une cause environnementale (ex : exposition de la mère à un produit tératogène et/ou perturbateur endocrinien à ce moment). Une étude cas-témoins récemment faite en Caroline du Nord (publication 2016) a conclu à une association significative entre le fait de résider pour la mère près d'une zone agricole utilisant des pesticides et certaines malformations et cette maladie ou d'autres « en particulier, les atrésies de l'œsophage ».